# Бакинський метрополітен
Баки́нський метрополіте́н (азерб. Bakı metropoliteni) — система ліній метрополітену в Баку (Азербайджан).
Бакинський метрополітен почав свою роботу 6 листопада 1967 року. Раніше був одним з найдешевших за вартістю проїзду метрополітенів світу (вартість однієї поїздки становила 0,20 $ на 1 жовтня 2009 року, вартість поїздки в Пхеньянському метрополітені — близько 0,03 $).

## Історія
Ще 1932 року в первісних варіантах генерального плану розвитку Баку було намічено будівництво метрополітену. Офіційним документом для початку проєктування і будівництва стала постанова Ради Міністрів СРСР 1949 року, викладена в наказі Міністерства шляхів сполучення того ж року. Будівництво метрополітену було визнано найдоцільнішим заходом для докорінного поліпшення міського пасажирського транспорта в Баку.
У 1951 році було затверджено технічний проєкт першої черги Бакинського метрополітену, який передбачав будівництво двох ліній загальною протяжністю 12,29 км з десятьма станціями, двостанційний кросплатформовий пересадний вузол на станції «28 квітня» (нині «28 травня») й депо. Перша лінія мала прямувати від Баксовета через залізничний вокзал і далі вздовж проспекту Табриз, а друга лінія від Нізамі через залізничний вокзал у Чорне місто. У тому ж році були розпочаті будівельні роботи, які велися до вересня 1953 року, після чого були припинені через проблеми з фінансуванням і важкими гідрогеологічними умовами будівництва. До цього моменту встигли побудувати перегінні тунелі довжиною близько 5 км, включаючи повністю готовий тунель від станції «28 квітня» до станції «Шаумян» і кілька сотень метрів тунелів за нею, вісім будівельних стволів, підхідні тунелі і два похилих ходи, включаючи похилий хід на станції «Шаумян».
Будівництво відновили 1960 року. Початковий проєкт було змінено, і замість спрямування «Парк Нізамі» і «ГРЕС „Червона Зірка“» (Чорне місто), де вже були прокладені тунелі, вирішено було тягнути гілку в бік Монтіно через новий Республіканський стадіон з прилеглим районом нового житлового будівництва, а подальший розвиток лінії мав прямувати в напрямку заводів за Монтіно. Проєкт пересадкової станції «28 квітня» (на початок ХХІ сторіччя «28 травня») було змінено, станцію піднято в профілі на 4,5 м вгору, скасовано другу платформу й побудовано чотири камери з'їздів для використання платформи для чотирьох напрямків руху (перетин ліній на одному рівні).
6 листопада 1967 року було введено в експлуатацію п'ятий у Радянському Союзі метрополітен. 25 листопада 1967 року він почав регулярні пасажирські перевезення . Перша пускова ділянка першої черги завдовжки 6,25 км складалася з 5 станцій: «Баксовет» (на початок ХХІ сторіччя «Ічері Шехер») — «26 Бакинських комісарів» (на початок ХХІ сторіччя «Сахіл») — «28 квітня» (на початок ХХІ сторіччя «28 Травня») — «Гянджлік» — «Наріман Наріманов».
По відкритті регулярного руху на лінії «Баксовет» — «Наріманов» було розпочалато підготовку до введення в експлуатацію станції «Шаумян» (на початок ХХІ сторіччя «Шах Ісмаїл Хатаї»), яку почали будувати в 1951 році. На момент поновлення будівництва метрополітену в 1960 році вона була в пусковій стадії. 22 лютого 1968 року було відкрито перегін «28 квітня» — «Шаумян» завдовжки 2,24 км. З цього моменту станція «28 квітня» стала пересадковою станцією для пасажирів, які їдуть зі станцій «Наріманов», «Гянджлік» в Чорне місто і назад. Рух потягів здійснювався за двома маршрутами: «Баксовет» — «Наріманов» і «Баксовет» — «Шаумян».
Будівництво першої черги Бакинського метрополітену передбачалося в три етапи. По введенні в експлуатацію першої пускової ділянки «Баксовет» — «Наріман Наріманов» з відгалуженням від станції «28 квітня» на станцію «Шаумян», тривало будівництво другої пускової ділянки від станції «28 квітня» до станції «Нізамі» завдовжки 2,1 км і третьої — від станції «Наріман Наріманов» до станції «Нефтчиляр» завдовжки 7,4 км. Але через труднощі при будівництві другої ділянки (при проходженні будівельниками ділянки було виявлено велику кількість колодязів і підземна річка) вирішено було спочатку завершити будівництво третьої пускової ділянки з чотирма станціями: «Улдуз», «Мешаді Азізбеков», «Аврора» (на початок ХХІ сторіччя «Кара Караєв»), «Нефтчиляр».
- 22 квітня 1970 року розпочато регулярний рух потягів до станції «Улдуз», протяжність ділянки становить 2,28 км.
- 6 листопада 1972 року була відкрита нова підземна лінія Бакинського метрополітену завдовжки 5,08 км з трьома станціями: «Азізбеков», «Аврора» і «Нефтчіляр».
- 31 грудня 1976 року була введена в експлуатацію третя пускова ділянка першої черги Бакинського метрополітену «28 квітня» — «Нізамі», завдовжки 2,1 км. Спочатку рух здійснювали лише по одній колій, а друга колія була добудована в 1979 році.
- 28 березня 1979 року в бакинському метро з'явилася ще одне розгалуження — на відгалуженні в електродепо після станції «Наріманов» було відкрито єдину наземну станцію «Електрозавод» (на початок ХХІ сторіччя «Бакміл»). Відкриттю станції сприяло, що поблизу розташовано декілька великих промислових об'єктів, зокрема завод БакКондиціонер. Довжина нової експлуатаційної дільниці становить 0,8 км.
- 31 грудня 1985 року 2-га лінія отримала значне продовження після станції «Нізамі»: 4 станції «Елмляр Академіяси», «Іншаатчилар», «Площа XI Червоної Армії» (на початок ХХІ сторіччя «20 січня») і «Мемар Аджемі» завдовжки 6,43 км.
- 28 квітня 1989 року від станції «Нефтчиляр» лінія була продовжена на 2 станції «Халглар-Достлугу» і «Ахмедлі», довжина ділянки становила 3,1 км.
- 27 жовтня 1993 року відкрита підземна станція «Джафар Джаббарли», один перон, пересадочна зі станцією «28 Травня». Протяжність ділянки «Шах Ісмаїл Хатаї» — «Джафар Джаббарли» склала 2,4 км.

Роботи на північній ділянці, в чий склад входять 3 станції і одне депо (ТЧ-2), виконані на 40 %. З 8 км колій побудовано 3,5 км. Роботи на станції «Азі Асланов» після станції «Ахмедли» виконані на 50 %, завезений мармур, рейки, кабель та інше обладнання. Розпад СРСР і припинення виділення будь-яких засобів призводять до повної зупинки будівництва. Тільки через одинадцять років, після виділення грошових коштів з боку уряду, була відкрита перша станція з часу отримання Азербайджаном незалежності.
- 10 грудня 2002 року відкрито ділянку «Ахмедли» — «Азі Асланов», завдовжки 1,36 км і станція «Азі Асланов»
- У першому кварталі 2006 року відновлено роботи на північній ділянці. Триває проходка тунелів між діючою станцією «Мемар Аджемі» і «Насімі», будівництво якої розпочато влітку того ж року.
- Улітку 2007 року відновлено будівництво перегінних тунелів і наступної за «Насімі» станції «Азадлиг Проспект».
- 9 жовтня 2008 року відкрито станцію «Насімі» і перегін «Мемар Аджемі — Насімі», завдовжки 1,7 км.
- 16 грудня 2008 року відкрито другу платформу станції Джафар Джаббарли і від неї було пущено другий поїзд-човник до станції Хатаї.
- 29 грудня 2008 року після реконструкції відкрито для пасажирів станцію «Ічері-Шехер».
- 30 грудня 2009 року відкрито станцію «Азадлиг» і перегін «Насімі-Азадлиг», завдовжки 1,3 км.
- 29 червня 2011 року відкрито станцію «Дарнагюль» і перегін «Азадлиг-Дарнагюль», завдовжки 1,6 км.

Попри те що зелена лінія відкрита в 1968 році, станції Нізамі Гянджеві, Ельмляр Академіяси, Нефтчиляр, 20 Січня, Мермар Аджемі, Насімі та Азадлиг функціонують у складі червоної лінії, за принципом вилочного руху, поїзди від станції Азі Асланова до 28 травня їдуть усі разом, а зі станції 28 травня розходяться і один поїзд прямує в бік станції Ічері-Шехер), інший — до станції Дарнагюль.
Між станціями Джабар Джабарли та Шах Ісмаїл Хатаї ходять 2 човника по кожній з колій. Така схема руху пояснюється тим, що підземні колії, що сполучають станції Джабар Джабарли та Нізамі Гянджеві, ще не побудовані. Після завершення робіт з будівництва цих колій схема руху буде змінена, з тим, щоб розділити зелену і червону лінії.
Поїзд на станцію Бакміл відправляється за затвердженим графіком, приблизно кожні 25 хвилин.

## Хронологія відкриття ділянок
- 6 листопада 1967 року: Баки Совєти — 28 травня — Наріман Наріманов, 6,5 км
- 22 лютого 1968 року: 28 травня — Шах Ісмаїл Хатаї, 2,3 км, «28 травня» — спільна станція для обох ліній
- 5 квітня 1970 року: Наріман Наріманов — Улдуз, 2,1 км
- 7 листопада 1972 року: Улдуз — Нефтчіляр, 5,3 км
- 31 грудня 1976 року: 28 травня — Нізамі Гянджеві, 2,2 км
- 28 березня 1979 року: Наріман Наріманов — Бакміл, 0,5 км (утворено віделковий рух)
- 31 грудня 1985 року: Нізамі Гянджеві — Мемар Аджемі, 6,5 км
- 28 квітня 1989 року: Нефтчіляр — Ахмедлі, 3,3 км
- 27 жовтня 1993 року: Джафар Джаббарли передача ділянки «28 Травень — Мемар Аджемі» першої лінії, лінія 2 перетворюється в єдиний одноколійний перегін «Джафар Джаббарли — Шах Ісмаїл Хатаї» (з 17 грудня 2008 року двоколійний)
- 10 грудня 2002 року: Ахмедлі — Азі Асланов, 1,4 км
- 9 жовтня 2008 року: Мемар Аджемі — Насімі, 1,7 км
- 30 грудня 2009 року: Насімі — Азадліг, 1,3 км
- 29 червня 2011 року: Азадлиг — Дарнагюль, 1,6 км
- 19 квітня 2016 року: Автовокзал — Мемар Аджемі-2, 2,1 км
- 29 травня 2021 року: Мемар Аджемі-2 — 8 Листопада, 1,4 км
- 23 грудня 2022 року: Автовокзал — Ходжасан, 2,2 км

## Рухомий склад
Рухомим складом є вагони типу 81-717/714 і їхні пізніші модифікації. Вагони Еж3 знято з пасажирських перевезень у 2008 році. Метрополітен обслуговується єдиним депо імені Нарімана Наріманова, розташованим за станцією «Бакміл». У 2010 році почалося будівництво другого депо імені Ільгара Гараєва біля станції «Дарнагюль», його відкриття очікувалося в 2016 р.

## Стільниковий зв'язок
На всіх станціях і на ряді перегонів бакинського метро діють місцеві стільникові оператори Bakcell та Azercell.

## Виноски
1. ↑  Схема колійного розвитку Бакинського метрополітену. Архів оригіналу за 18 травня 2013. Процитовано 26 грудня 2011. [Архівовано 2013-05-18 у Wayback Machine.]